# Oh Shenandoah

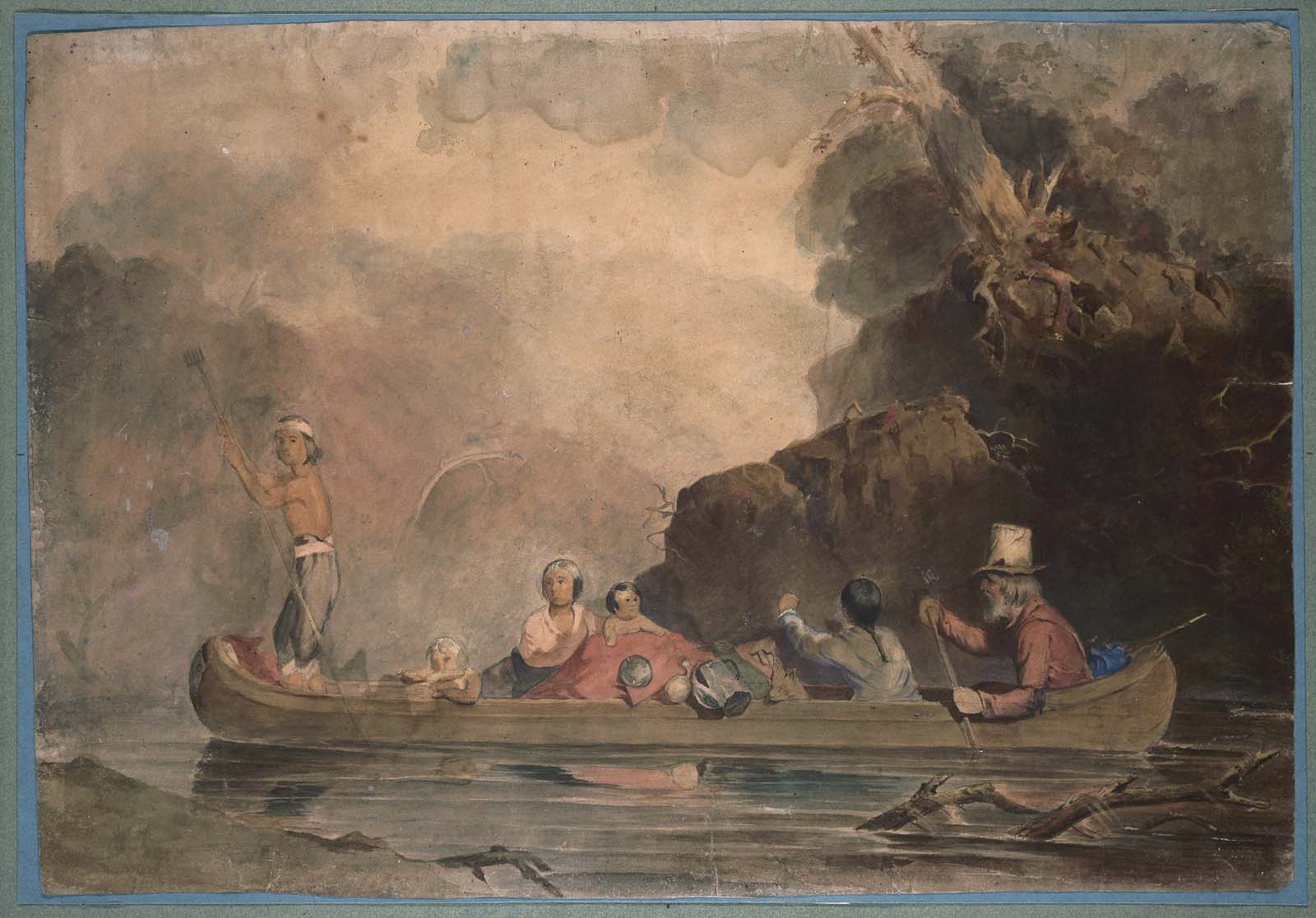
The Trapper and his Family (1845) de Charles Deas descreve um viajante com sua mulher e seu filho.

"Oh Shenandoah" (também chamada simplesmente de "Shenandoah" ou "Across the Wide Missouri") é uma música tradicional americana de origem incerta, sendo datada no início do século XIX.
A música parece ter sido originada pelos viajantes canadenses e americanos ou comerciantes de pele que viajavam pelo Rio Missouri em canoas. Uma série de letras foram desenvolvidas para a canção, sendo que algumas delas se referem ao chefe Nativo Americano "Shenandoah" (Oskanondonha) e um comerciante que viajava de canoa que queria casar com sua filha. Em meados dos anos 1800, as versões dessa canção se tornaram uma celeuma, sendo ouvidas e cantadas pelos marinheiros em diversas partes do mundo.
A canção ocupa a 324ª posição no Roud Folk Song Index.

## História
Até o século XIX, apenas os aventureiros que buscavam fortunas como caçadores e comerciantes de pele de castor iam tão longe como o Rio Missouri. Muitos desses "viajantes" canadenses e americanos na era do comércio de pele eram solitários, embora alguns fossem casados. Algumas letras do início dos anos de 1800 contam a história de um comerciante que se apaixonou pela filha do chefe Oskanondonha (1710–1816), chamado de Shenandoah.

["Shenandoah"] provavelmente se originou dos viajantes americanos ou canadenses, que eram grandes cantores... nos primórdios da América, os rios e os canais foram as rotas comerciais e de viajantes, e barqueiros eram uma classe importante. Shenandoah era um chefe índio célebre na história americana e várias cidades nos Estados Unidos receberem o seu nome como homenagem. Além de ser cantada no mar, esta canção esteve presente em coleções antigas de escolas públicas.

— Sea Songs and Shanties, Collected by W.B. Whall, Master Mariner (1910, Glasgow)
Os viajantes de comércio de pele que utilizavam canoas eram grandes cantores e as canções eram uma parte importante da cultura deles. Além disso, no início do século XIX, os tripulantes de um barco que iam em direção ao Rio Missouri eram conhecidos por suas celeumas, incluindo "Oh Shenandoah". Os marinheiros que passavam pelo Rio Missouri pegaram a canção e a fizeram uma celeuma cabrestante, que era cantada enquanto lançavam a âncora. Essa canção dos barqueiros foi utilizada por veleiros americanos e por todos que iam até o Rio Missouri.
A canção se tornou popular como um coro militar pelos marinheiros por meados dos anos 80. Uma versão da canção, chamada "Shanadore", foi mencionada pelo artigo "Sailors' Songs" do Capitão Robert Chamblet Adams em abril de 1876 na revista The New Dominion Monthly. Ele também a incluiu no seu livro de 1879, On Board the "Rocket". "Shanadore" foi mais tarde impressa como parte do artigo "Sailor Songs" de William L. Alden em julho de 1882 na revista Harper's New Monthly Magazine e no livro de 1892 Songs that Never Die. No artigo de 1895 Studies in Folk-song and Popular Poetry, Alfred Mason Williams chama a canção de um "bom modelo de uma cantiga bolina".